# 横浜市交通局1500型電車
横浜市交通局1500型電車（よこはましこうつうきょく1500がたでんしゃ）は、かつて横浜市交通局が所有していた路面電車である横浜市電の電車。1951年に20両が製造され、市電が全廃された1972年まで使用された。

## 概要
第二次世界大戦終戦以降、復興に伴う利用客の急増により横浜市電では3000型（後の1300型）や1400型など大型車両の大量導入が行われていたが、燃料事情が好転するにつれてバスやタクシーなど競合する交通機関が発達し、乗客の流出が目立つようになってきた。そこで横浜市電を運営していた横浜市交通局では、高加減速による速度向上や振動・騒音の抑制などのサービスアップが図られた新型車両（和製PCCカー）の導入が検討されるようになった。そして日立製作所の協力のもとで開発・製造が行われたのが1500型電車である。
車体は車体前後に自動扉が設置されている12m級のもので、窓枠や扉部にプレス製品やゴムを用い振動や騒音を抑制している。前面は運転手の視界向上や通風を考慮した二枚窓の構造となっており、運転台内には横浜市電の車両で初めて腰掛が設置された。車内の座席はロングシートを採用した。
台車は日立製作所が開発したKL-20型台車を採用しており、防振ゴムを用い台車からの振動や騒音を抑えている。ただし駆動方式は従来の車両と同様の吊り掛け駆動方式が用いられている。
制御装置にも同じく日立製作所が開発したMMC多段電動カム軸式自動加速制御器（MMC5A）が採用された。導入に合わせて従来の非自動直接制御式の車両との性能比較実験が行われ、従来車で発生した起動時や発電ブレーキ使用時における車輪の滑動やフラッシュオーバーが記録されず、円滑な加速・減速が可能である事が実証されている。しかしモータリゼーションの進行と1967年（昭和42年）のワンマン化に伴い、直接制御器へ取り替えるなどして逆に1150型と同一の性能となった。なお前面下部には追突事故を防止するためブレーキ動作時に点灯するストップライト（ブレーキライト）が設置された。
製造時点の塗装は車体上部がクリーム色、下部が青色であったが、営業運転開始までに屋根運転台部の青塗装、窓下・屋根下の青の細線などを含む複雑なものへ塗り替えられた。この塗装は横浜市電の標準塗装となり、以降増備された車両に加え1200型や1400型など従来車にも採用された。

## 運用
1951年に登場以降、騒音や振動が少ない1500型は横浜市電を代表する車両として高い評価を得たが、様々な最新技術を導入した結果製造費が高額になってしまった。そのため以降の増備は同一の車体ながら機器の一部を手持ち品から流用する形で製造する1150型によって賄われる事となった。滝頭、麦田、生麦の各営業所に配置され横浜市電各地の路線で活躍したが、自動車の増加によって高加減速運転がままならない状況になった事から1967年に実施されたワンマン化改造の際に制御方式を1150型と同様の直接制御方式に改められ、1972年3月31日の全廃まで全車とも使用された。
なお、塗装については自動車の通行量増加に伴う接触事故多発により、視認度増加を目的に1961年以降他形式と同様全面クリーム色・窓下青色帯へと改められた。

## 保存
他の横浜市電の車両同様他社の路面電車路線へ譲渡される事は無かったが、2019年現在、1510が横浜市電保存館に、1518が野毛山動物園に静態保存されている。塗装は1518が現役時代末期の全面クリーム色・窓下青色帯である一方、1510は1500型と1150型の一部車両へ施されていたクリーム色と薄い茶色を基調とした塗装となっている。

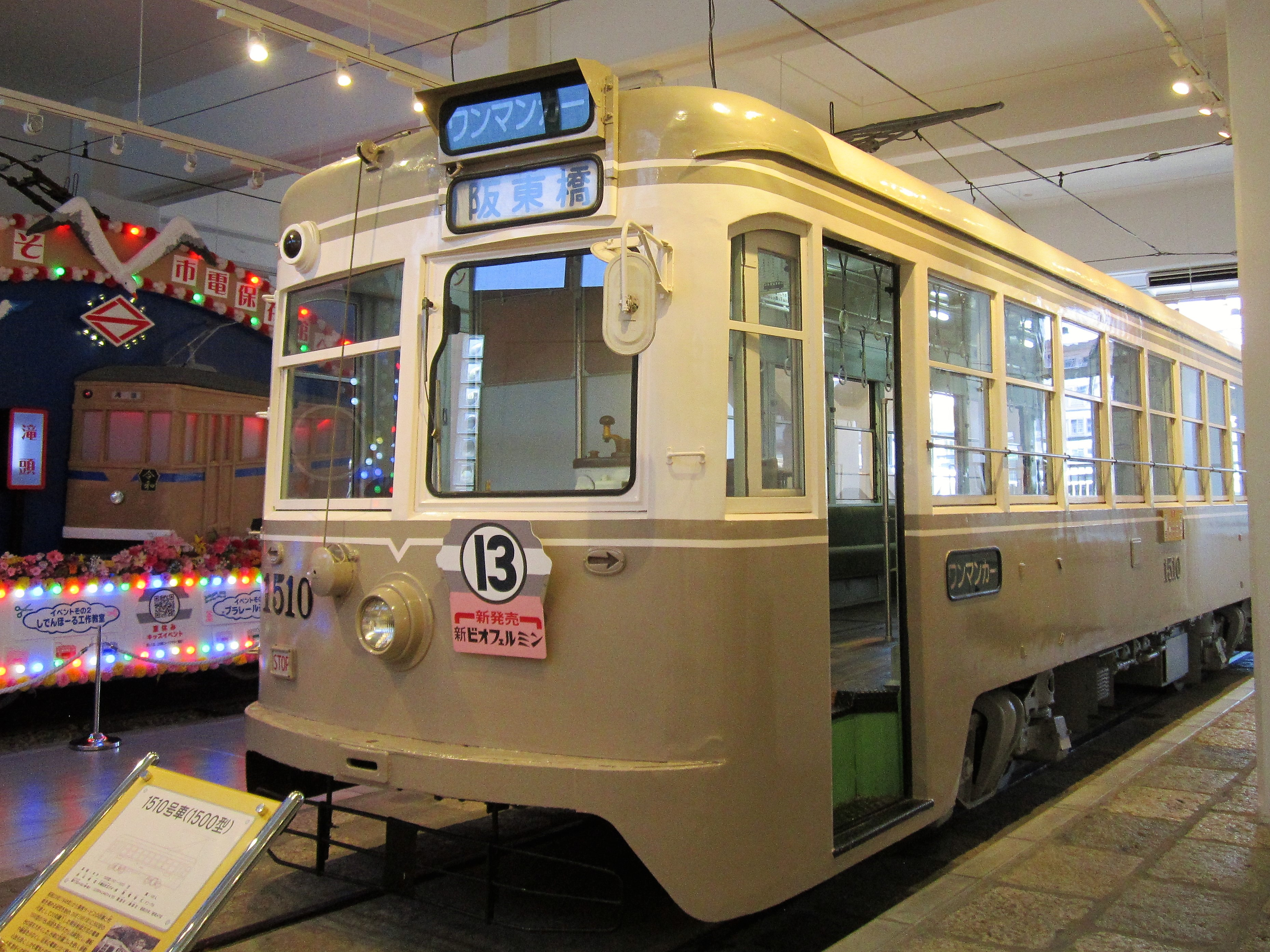
横浜市電保存館に静態保存されている1510（2023年撮影）